# Roque de Figueiredo
Roque de Figueiredo  (Ilha de São Jorge, c. 1590 — Angra, 2 de abril de 1663) foi um tabelião e capitão de ordenanças, que se distinguiu  na guerra da Restauração, onde prestou relevantes serviços e se notabilizou numa acção destemida contra um navio espanhol que trazia socorros às forças sitiadas no Castelo de São Filipe de Angra.

## Biografia
Nasceu na ilha de S. Jorge, provavelmente nas Velas, filho de Bartolomeu Fernandes e de uma senhora de apelido Figueiredo, que Francisco Ferreira Drummond diz ser oriunda da ilha da Madeira. Cedo se estabeleceu na ilha Terceira, onde já ocupava cargos públicos no primeiro quartel do século XVII. Casou na cidade de Angra, onde viveu, com Maria Rebelo, herdeira de vários bens vinculados. Pertenceu à pequena nobreza, foi capitão de ordenanças, sargento-mor na Praia e em Angra, vereador e procurador da Câmara de Angra em 1659.
Nas funções de capitão de ordenanças e de sargento-mor de Angra distinguiu-se no cerco ao Castelo de São Filipe aquando das lutas da Restauração em Angra, a chamada Guerra do Castelo. Nessa ocasião prestou relevantes serviços, principalmente numa acção destemida contra uma fragata espanhola que trazia socorros às forças cercadas no Castelo, em 1641 e posteriormente nas trincheiras do cerco.
O rei D. João IV premiou-o com 30$000 réis de tença e uma comenda da Ordem de São Bento de Avis, com o respectivo hábito, em 9 de março de 1643, e confirmou-lhe o ofício de tabelião do público e judicial em  17 de janeiro de 1645.
Quando a recém-criada Província de São João Evangelista das Ilhas dos Açores dos franciscanos teve a necessidade de criar os conventos dos irmãos menores recoletos, conhecidos por «capuchos», que eram obrigatórios naquele tipo de estrutura, Roque de Figueiredo teve parte muito importante na criação do Convento de Santo António dos Capuchos de Angra, em Angra, doando para esse fim o terreno e a Ermida de São Roque que possuía nas proximidades dos Copins, na periferia da cidade. Esses terrenos tinham servido para sepultas as vítimas da epidemia de peste de devastou a cidade de Angra nos anos de 1599 e 1600, causando alguns milhares de vítimas. 
O convento dos capuchos de Angra, de invocação de Santo António de Lisboa, foi fundado em 1643 pelo primeiro provincial da Província Franciscana dos Açores, frei Mateus da Conceição, tendo para esse fim Roque de Figueiredo e sua mulher doado a ermida de São Roque, que fora um dos bens herdados pelo casal, assumindo inicialmente as funções de padroeiros. Provavelmente por razões económicas, Roque de Figueiredo cedeu o padroado ao capitão João de Ávila, outro dos heróis da Restauração angrense. Ambos fizeram os seus mausoléus na nova igreja., onde foram sepultados na capela-mor. 
Foi seu neto o herói terceirense, António de Figueiredo Dutra, que na Índia serviu com relevante distinção. O nome figura na lista dos benfeitores da Santa Casa da Misericórdia das Velas, ilha de São Jorge.